# Archäologische Berichte
Die Archäologischen Berichte (abgekürzt Arch. Ber.) sind eine von der Deutschen Gesellschaft für Ur- und Frühgeschichte (DGUF) herausgegebene Schriftenreihe.
Sie erscheinen seit 1987 mit etwa einem Band pro Jahr in deutscher oder englischer Sprache. In einigen Archäologischen Berichten wurden Arbeiten publiziert, die in der DGUF selbst entstanden sind, wie etwa die zweibändige Gedenkschrift für Wolfgang Taute (Bd. 14, 2001) oder die Literaturempfehlungen des Arbeitskreises Schulbuch (Bd. 21, 2006). Die überwiegende Mehrheit der Bände entsteht jedoch aus Examensarbeiten und Dissertationen, die hier zeitnah zum Druck gebracht werden.
Mit Band 25 (2014) wurde die Reihe in eine Open-Access-Publikation überführt, bei der zusätzlich zum gedruckten Buch eine frei zugängliche Online-Version angeboten wird. Alle zuvor nur im Druck erschienenen Bände wurden retrodigitalisiert und stehen seit Mai 2017 über das Portal Propylaeum Fachinformationsdienst Altertumswissenschaften ebenfalls im Open Access zur Verfügung.